# Гусєв Андрій Євгенович
Андрі́й Євгенович Гу́сєв (рос. Андрей Евгеньевич Гусев, 27 жовтня 1952, Москва) — російський письменник і журналіст. Головний редактор (з 1993 року) газети «Новая медицинская газета».

## Біографія

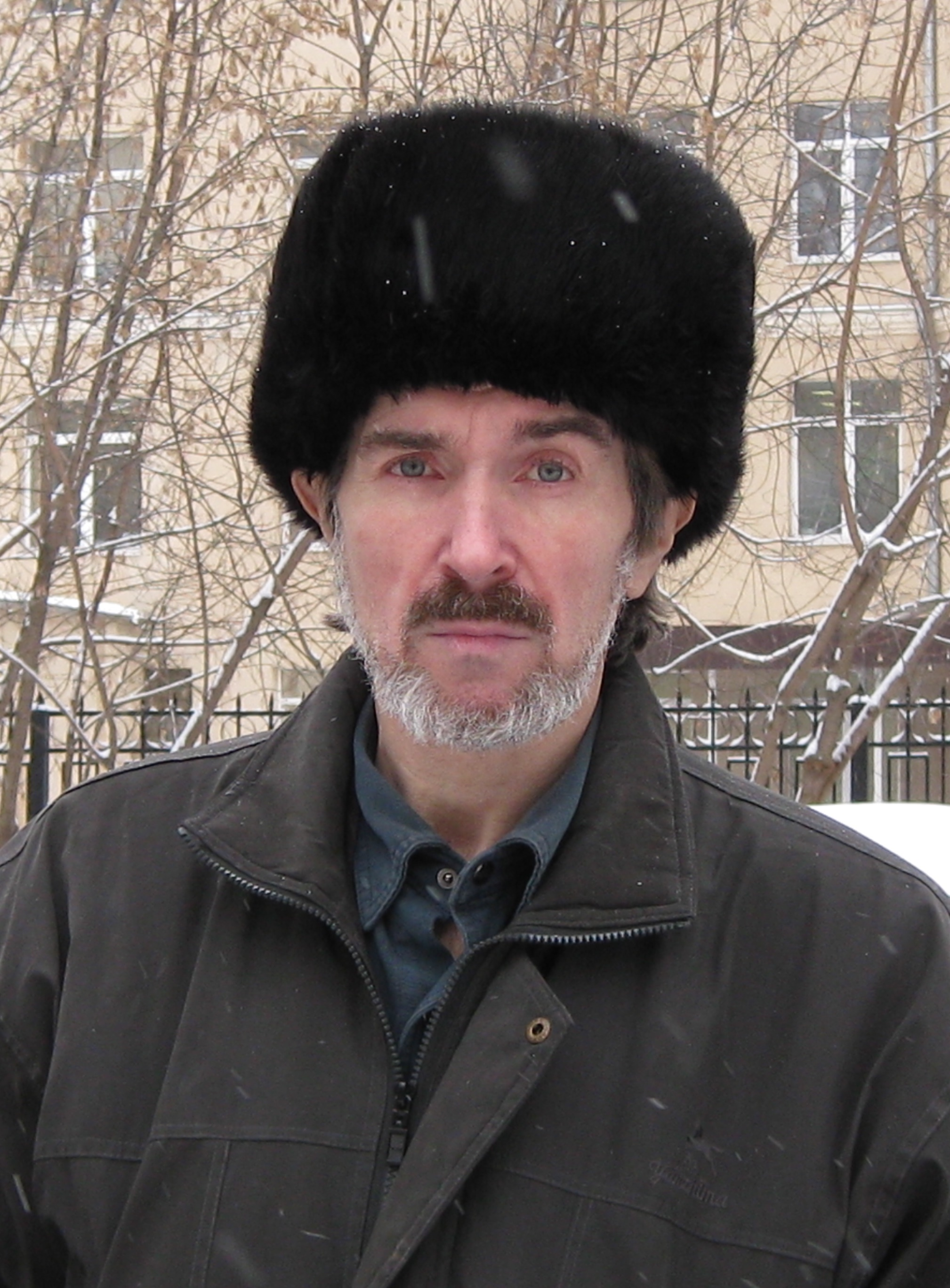
Андрій Гусєв (р.2009)

Народився 27 жовтня 1952 року в Москві. Його батько Євген Гусєв народився в Чернігівській області України; його мати Розалінда Мальцева народилася в Москві.
Андрій Гусєв — випускник Московського інженерно-фізичного інституту (МІФІ), за фахом інженер-фізик. Згодом здобув медичну освіту. З 1975 по 1990 рік працював інженером, старшим інженером, науковим співробітником у московських НДІ — СНДІП, Московському НДІ рентгенорадіології, Всесоюзному НДІ комп'ютерної томографії. Має 10 авторських свідоцтв на винаходи, 23 опубліковані наукові роботи.
У 1990 році Андрій Гусєв став журналістом газети «Московський комсомолець», пізніше — спеціальним кореспондентом «Російської газети» і заступником головного редактора газети «Ступені».
З 1993 року Андрій Гусєв працює головним редактором газети «Новая медицинская газета».
У період роботи в газеті «Ступені» він видає свої перші публікації — оповідання «Квиток до Америки» (1992) і першу книгу «Презентація» (1993). Потім видаються «Пан письменник» (1994), «З мандатом Хроноса» (1995), «Російська історія» (1996), збірка — «На краю Магелланових хмар» (1998). Романи «Художник та Ерос у форматі супер», «Role plays в зрілому віці» були опубліковані в 2003 році і «Світ за Новіковим» — у 2006 році.
Андрій Гусєв живе у Москві. Був двічі одружений і двічі розлучився; має двох дочок. Його хобі — бджільництво.

## Політичні погляди
Має критичні погляди на політичний та економічний курс російської влади в нульові та десяті роки.

## Образ в художній літературі
Послужив прототипом одного з головних персонажів — Андрія Лебедева, журналіста газети «Московський богомолець» — в романі «Журналюги» письменника Сергія Амана. У романі того ж автора «Все буде добре — ми всі помремо» зображений під власним ім'ям, як журналіст Андрій Гусєв.